# Josep Miralles i Sbert
Josep Miralles i Sbert (Palma, 14 de setembre de 1860 - 22 de desembre de 1947) fou un religiós i historiador mallorquí, que ocupà els bisbats de Lleida, Barcelona i Mallorca.

## Inicis
Josep Miralles va néixer a Palma i hi va viure la major part de la seva vida excepte l'etapa en què va ser nomenat bisbe de Lleida i Barcelona correlativament. El seu pare era oficial de l'Arxiu de protocols de la ciutat. Estudià el batxillerat a l'institut i el 1875 cursà la carrera de Magisteri. Simultàniament treballava en una notaria, fent d'escrivent per pagar-se els estudis.
El 1878 ingressava al Seminari de Palma i el 1884 fou ordenat sacerdot. Va prosseguir estudis a València, doctorant-se en Teologia i Dret Canònic el 1891 i el 1892 es va doctorar en Filosofia i Lletres a Madrid. El 1896 obtingué la plaça de canonge arxiver de la Catedral mallorquina i entre els anys 1896 i 1901 va catalogar tot l'Arxiu Capitular de Mallorca.

## Bisbe a Lleida i Barcelona
El 24 de maig de 1914 ascendí al bisbat de Lleida, on romagué fins a 1925 quan, per la malaltia del bisbe de Barcelona, Ramon Guillamet, fou nomenat bisbe coadjutor per a fer-se càrrec de la gestió d'aquest bisbat. El 14 d'abril de 1926 moria el bisbe Guillamet i Miralles el succeïa immediatament.
Durant quatre anys regiria la diòcesi, creant el Consell Superior Diocesà i el Mont de Pietat del Clergat Barceloní. Va organitzar les Juntes Missioneres parroquials i fundà la Residència de Sacerdots Ancians de Les Corts. La seva defensa de l'ús de la llengua catalana en l'activitat eclesial no va ser ben vista entre les autoritats de la Dictadura de Primo de Rivera, que pressionaren per a desplaçar-lo del seu setial i ho aconseguiren.

## Bisbe de Mallorca
El gener de 1930 fou nomenat bisbe de Mallorca, amb la dignitat d'arquebisbe titular de Bèroe. Va governar durant 18 anys. Va impulsar l'Acció Catòlica i donà suport al Col·legi Internacional Lul·lià. Va dirigir diverses revistes catòliques i el Butlletí de la Societat Arqueològica Lul·liana. Escrigué un bon nombre d'obres de caràcter històric, filosòfic i teològic, a part de multitud d'articles, estudis, sermons i cartes pastorals.
En esclatar la revolta militar de 1936, l'illa passà ràpidament a control del bàndol nacional i el bisbe Miralles va haver de fer esforços per mantenir la seva posició. Es va abstenir tant com va poder de lloar el Movimiento però també va haver de contemporitzar amb el règim, fins a tal punt que l'autor francès Georges Bernanos, catòlic i simpatitzant de la Falange Española Tradicionalista y de las JONS, acusà al bisbe Miralles en el seu llibre Els grans cementiris sota la lluna d'haver col·laborat amb la seva permissivitat en la repressió i el terror desfermats pel comandant de les tropes italianes de Mussolini, Arconovaldo Bonacorsi. Com a exemple, el bisbe Miralles, juntament amb les dones d'Acció Catòlica i les monges carceràries, durant dos anys van pressionar a Matilde Landa, que havia arribat a principis d'agost del 1940 a la presó de Can Sales a Palma, amb càstigs i aïllaments amb la finalitat de batejar-la, però no van aconseguir el seu objectiu. Finalment, la van amenaçar amb reduir la ració de llet als fills de les preses. En la tarda del 26 de setembre de 1942 com a últim acte polític de la dirigent comunista per a frustrar-li al règim la propaganda de la seva tan buscada claudicació, Matilde decideix llançar-se al buit poc temps abans de ser batejada. En els 40 minuts que durà la seva agonia, amb la seva voluntat anul·lada, fou batejada “in articulo mortis”, per a gaubança de l'Església.
Va intentar separar les qüestions de l'Església de les de l'Estat. Malgrat tot, va aconseguir mantenir l'ús del català en la catequesi i la prèdica en uns temps absolutament contraris a la tolerància lingüística.
Entre el 1936 i el 1943 va impulsar la publicació del catàleg de l'Arxiu Capitular de Mallorca. Així, el catàleg que havia fet en fitxes de cartolina 35 anys abans com a canonge arxiver prenia forma de llibre, en 3 volums.
Donada la seva avançada edat i la seva salut delicada, el febrer de 1947 fou creat bisbe coadjutor Joan Hervàs i Benet.
El 22 de desembre de 1947 morí i fou enterrat a la Catedral de Mallorca.